# Phthonoloba stigmatephora
Phthonoloba stigmatephora là một loài bướm đêm trong họ Geometridae.